# Urs Kälin (Politiker)

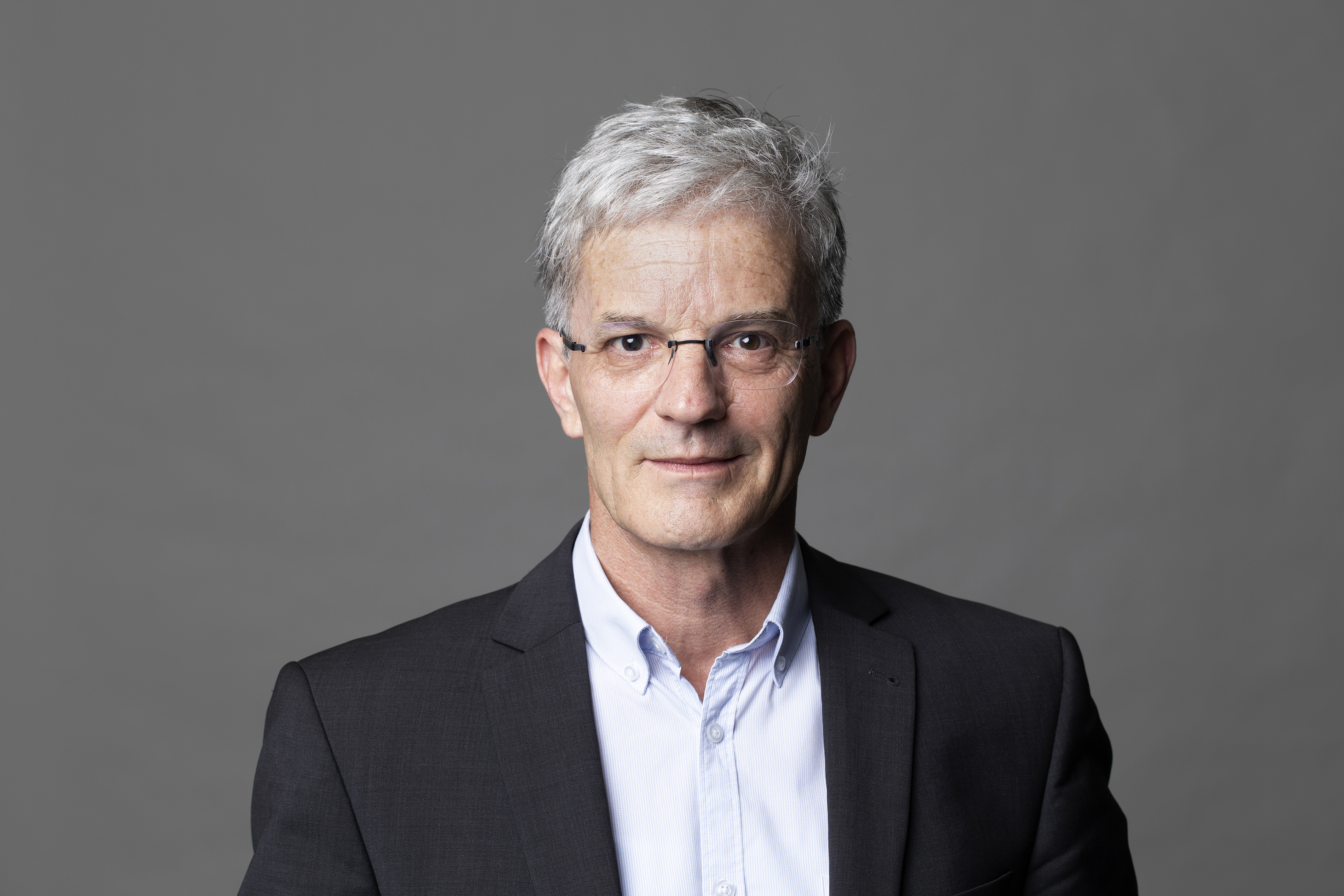
Urs Kälin

Urs Kälin (* 24. September 1959 in Altdorf UR; heimatberechtigt in Einsiedeln) ist ein Schweizer Historiker und Politiker (SP).

## Leben
Urs Kälin wuchs in Andermatt und in Altdorf UR auf. Er besuchte die Primarschule Altdorf und die Kantonale Mittelschule Uri, die er 1979 mit der Matura Typus C abschloss. Danach studierte er an der Universität Zürich Allgemeine Geschichte, Neuere Deutsche Literatur und Politische Wissenschaften. Nach dem Lizenziat (1984) promovierte er 1991 bei Professor Rudolf Braun mit einer Arbeit über die Urner Oberschicht im 18. und 19. Jahrhundert. Nach Studienabschluss arbeitete Urs Kälin als Mittelschullehrer, beim Inventar historischer Verkehrswege der Schweiz und zwischen 1992 und 1996 als wissenschaftlicher Mitarbeiter bei der Schweizerischen Hochschulkonferenz in Bern. Von 1996 bis zur Pensionierung 2022 war er stellvertretender Direktor des Schweizerischen Sozialarchivs in Zürich. Urs Kälin ist Autor zahlreicher wissenschaftlicher Publikationen, insbesondere zur Gesellschaftsgeschichte der Alten Eidgenossenschaft und zur Geschichte der Arbeiterbewegung und der Arbeit. Urs Kälin ist verheiratet und Vater von drei erwachsenen Kindern.

## Politische Laufbahn
Kälin wurde Ende der 1970er Jahre in der Anti-AKW-Bewegung politisiert. Danach engagierte er sich beim Urner Komitee für einen echten Zivildienst und zwischen 1985 und 1992 im Vorstand der Sektion Uri des Verkehrs-Clubs der Schweiz. Seit 1991 ist Kälin Mitglied der Sozialdemokratischen Partei der Schweiz. Von 2001 bis 2010 war er Präsident der SP-Sektion Altdorf und von 1998 bis 2010 Mitglied der Geschäftsleitung der Urner Kantonalpartei. Von 1998 bis 2010 war Kälin Mitglied der Kantonalen Maturitätskommission. Im November 2009 wurde er in den Gemeinderat von Altdorf gewählt, 2013 bis 2014 war er Gemeindevizepräsident. Ab 2015 war Urs Kälin Gemeindepräsident im Hauptort des Kantons Uri. Im Juni 2019 nominierte die SP Uri Kälin als Kandidat für den Nationalrat. Bei den Nationalratswahlen vom 20. Oktober 2019 erzielte er 22,3 Prozent der Wählerstimmen. Gewählt wurde mit 39,2 Prozent der Stimmen Simon Stadler von der CVP. Als Gemeindepräsident trat Urs Kälin per 31. Dezember 2020 zurück.

## Werke (Auswahl)
- Die Urner Magistratenfamilien. Herrschaft, ökonomische Lage und Lebensstil einer ländlichen Oberschicht 1700–1850, Zürich 1991, ISBN 978-3-905278-86-6
- Strukturwandel in der Landsgemeinde-Demokratie. Zur Lage der Urner Magistratenfamilien im 18. und im frühen 19. Jahrhundert, in: Schweiz im Wandel: Studien zur neueren Gesellschaftsgeschichte : Festschrift für Rudolf Braun zum 60. Geburtstag. Hrsg. von Sebastian Brändli, David Gugerli, Rudolf Jaun und Ulrich Pfister, Basel 1990, S. 171–190, ISBN 978-3-7190-1058-4
- Die fremden Dienste in gesellschaftlicher Perspektive: Das Innerschweizer Militarunternehmertum im 18. Jahrhundert, in: Gente ferocissima. Solddienst und Gesellschaft in der Schweiz (15.–19. Jahrhundert), Festschrift für Alain Dubois, hrsg. von N. Furrer u. a., Zürich 1997, ISBN 978-3-905312-19-5
- Innerschweizerischer Widerstand gegen die Helvetik: Ideologie oder Kalkül? In: Widerstand und Proteste zur Zeit der Helvetik, hrsg. von A. Binnenkade u. a., Luzern 1998 ; S. 101–111, ISBN 978-3-905313-30-7
- ‚Leben heisst kämpfen‘. Bilder zur Geschichte der Sozialistischen Arbeiterjugend Zürich, 1926–1940, Zürich 2001, ISBN 978-3-0340-0528-9
- In der SPur. 100 Jahre Sozialdemokratische Partei des Kantons Uri, Altdorf 2007
- (mit Rebekka Wyler u. Stefan Keller:) Hundert Jahre Volkshaus Zürich. Bewegung, Ort, Geschichte. Hrsg. von U. Kälin u. a., Baden 2010, ISBN 978-3-03919-149-9
- Domherren und Reichsritter. Zum Aufstieg Zentralschweizer Eliten in den deutschen Adel, in: Der Geschichtsfreund, Band 170 (2017), Seite 93–111, ISBN 978-3-85761-321-0
- Schwyz, ein Sonderfall? In: 100 Jahre SP Kanton Schwyz 1918–2018, Pfäffikon 2018, S. 23–27